# Gingoog (Misamis Oriental)
Gingoog is een stad in de Filipijnse provincie Misamis Oriental op het eiland Mindanao. Bij de laatste census in 2007 had de stad ruim 112 duizend inwoners.

## Geografie

### Bestuurlijke indeling
Gingoog is onderverdeeld in de volgende 79 barangays:
| - Agay-ayan - Alagatan - Anakan - Bagubad - Bakidbakid - Bal-ason - Bantaawan - Barangay 1 - Barangay 2 - Barangay 3 - Barangay 4 - Barangay 5 - Barangay 6 - Barangay 7 - Barangay 8 - Barangay 9 - Barangay 10 - Barangay 11 - Barangay 12 - Barangay 13 - Barangay 14 - Barangay 15 - Barangay 16 - Barangay 17 - Barangay 18 - Barangay 18-A - Barangay 19 | - Barangay 20 - Barangay 21 - Barangay 22 - Barangay 22-A - Barangay 23 - Barangay 24 - Barangay 24-A - Barangay 25 - Barangay 26 - Binakalan - Capitulangan - Daan-Lungsod - Dinawehan - Eureka - Hindangon - Kalagonoy - Kalipay - Kamanikan - Kianlagan - Kibuging - Kipuntos - Lawaan - Lawit - Libertad - Libon - Lunao | - Lunotan - Malibud - Malinao - Maribucao - Mimbalagon - Mimbunga - Mimbuntong - Minsapinit - Murallon - Odiongan - Pangasihan - Pigsaluhan - Punong - Ricoro - Samay - San Jose - San Juan - San Luis - San Miguel - Sangalan - Santiago - Tagpako - Talisay - Talon - Tinabalan - Tinulongan |

## Demografie
Gingoog had bij de census van 2007 een inwoneraantal van 112.247 mensen. Dit zijn 9.868 mensen (9,6%) meer dan bij de vorige census van 2000. De gemiddelde jaarlijkse groei komt daarmee uit op 1,28%, hetgeen lager is dan het landelijk jaarlijks gemiddelde over deze periode (2,04%). Vergeleken met de census van 1995 is het aantal mensen met 24.717 (28,2%) toegenomen.
De bevolkingsdichtheid van Gingoog was ten tijde van de laatste census, met 112.247 inwoners op 568,44 km², 197,5 mensen per km².
Alubijid · Balingasag · Balingoan · Binuangan · Cagayan de Oro · Claveria · El Salvador · Gingoog · Gitagum · Initao · Jasaan · Kinoguitan · Lagonglong · Laguindingan · Libertad · Lugait · Magsaysay · Manticao · Medina · Naawan · Opol · Salay · Sugbongcogon · Tagoloan · Talisayan · Villanueva